# 光風台站 (大阪府)

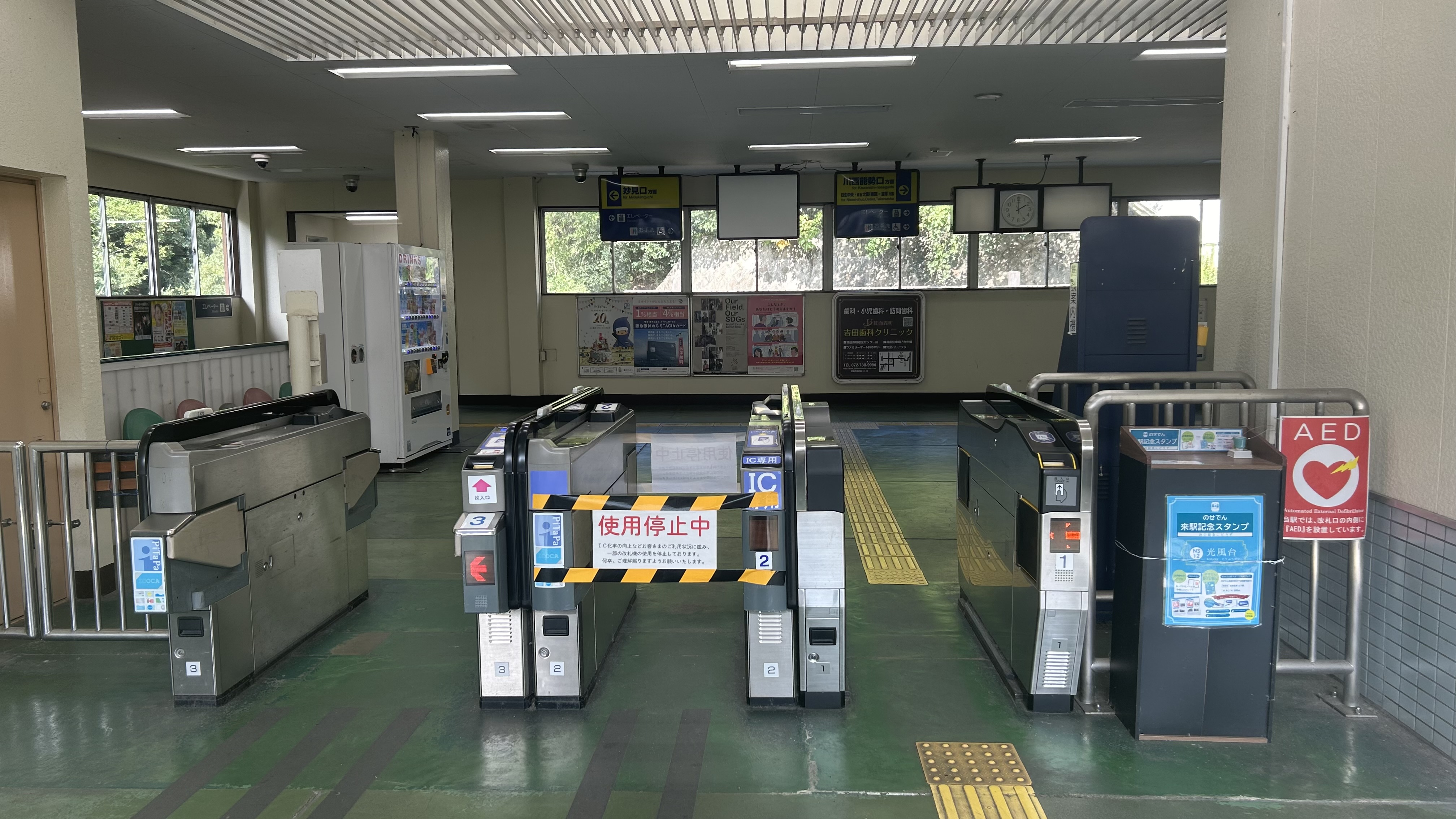
驗票閘口 (2024年10月)

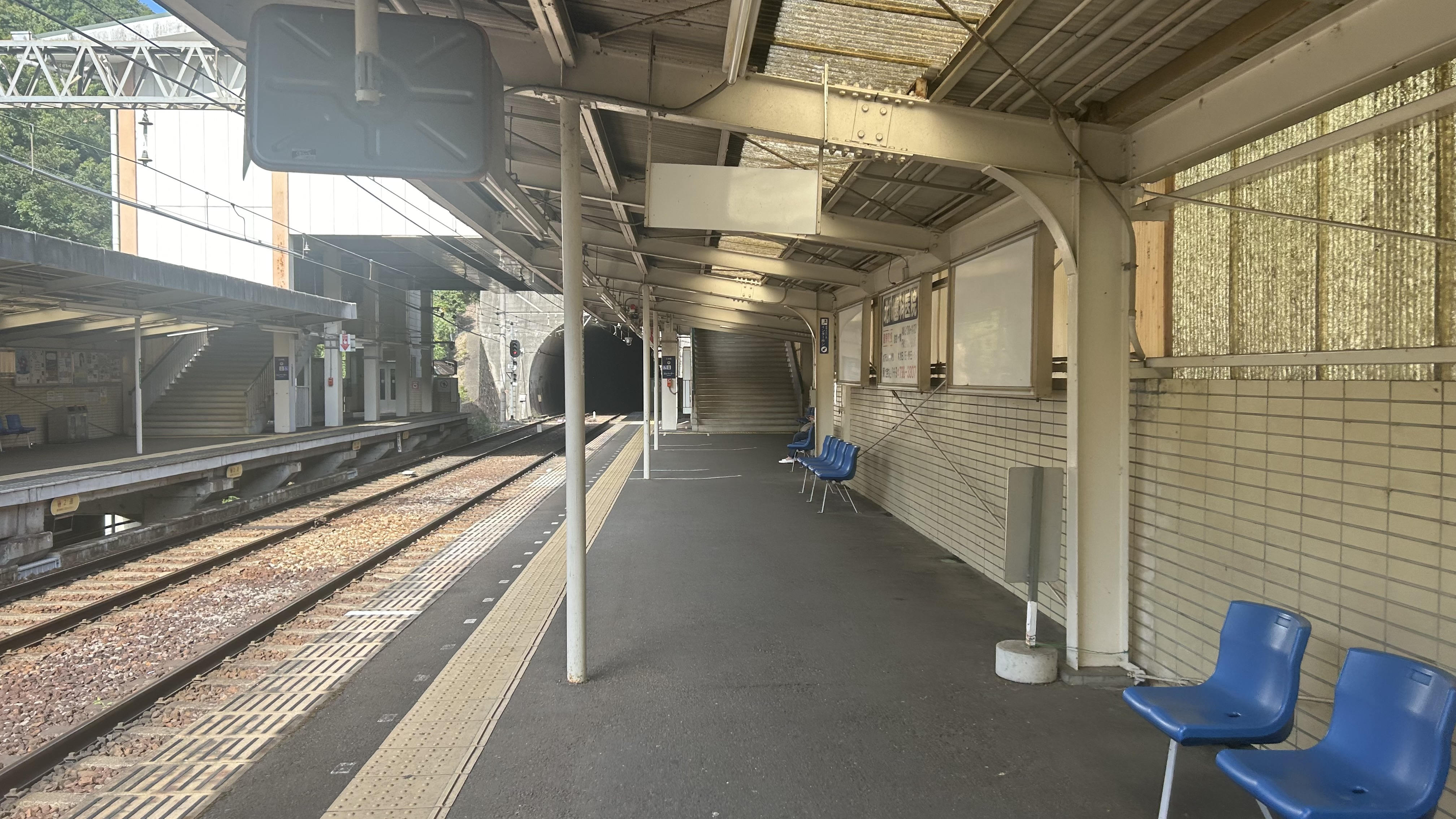
月台(2024年10月)

光風台站（日语：／ Kofudai eki */?）是位於大阪府豐能郡豐能町光風台，屬於能勢電鐵的妙見線車站，車站編號為NS12。

## 概要
本站隨著光風台和新光風台團地兩新市鎮開發而啟用。為妙見線內最新的車站，也是能勢電鐵第二新的車站，最新車站為日生中央站。此站是妙見線單線區間中唯一設有列車交會的車站。在此站啟用前，於笹部站至妙見口站之間設有「隧道東口信號所」並在此站啟用前一年的1977年10月16日廢止。

## 歷史
在此站啟用前，妙見線於此站附近的走線是均為急彎。在此站啟用時改變走線，使用新線。
- 1978年（昭和53年）10月16日 - 車站啟用[1]。

## 車站構造
本站是地面車站，設有2面2線的相對式月台。月台可容納4卡編成的列車。此站只設置一處驗票閘口。站前廣場與閘口位於相同高度，而月台前後部分均是隧道。

## 車站周邊
本站位於光風台地區和新光風台地區中的谷底位置。
- 豐能光風台郵局
- 豐能町立光風台小學（日语：豊能町立光風台小学校）
- 豐能町立光幼稚園
- 豐能町立體育中心 Sheets
- Daily Canato泉屋（日语：イズミヤ） 光風台店
- Coop神戶（日语：生活協同組合コープこうべ） Coop新光風台
- 池田泉州銀行 光風台出張所
- 白樺公園
- 國道477號（日语：国道477号）
- 初谷川

## 巴士路線
車站大樓正面設有巴士站，阪急巴士設有以下巴士路線停靠。
- 豐能西線（日语：阪急バス豊能営業所#豊能西線）（舊・新光風台線（日语：阪急バス能勢営業所））
  - 2系統 - 新光風台方向（循環線）
  - 3系統 - 東常盤台方向（循環線）
  - 4系統 - 東常盤台→前往箕面森町地區中心
- 豐能町內線（日语：阪急バス豊能営業所#豊能町内線（豊能町巡回バス））（豐能町巡回巴士）
  - 東西地區巡回巴士
  - 西地區巡回巴士

## 利用狀況
以下為各年1日平均上下車人次變化。
| 年度               | 一日平均 上下車人次 |
| ------------------ | ------------------- |
| 2004年（平成16年） | 約5,833             |
| 2006年（平成18年） | 約5,637             |
| 2007年（平成19年） | 約5,375             |
| 2008年（平成20年） | 約4,927             |
| 2009年（平成21年） | 約4,610             |
| 2010年（平成22年） | 約4,564             |

## 相鄰車站
能勢電鐵
 妙見線
■普通
笹部（NS11）－光風台（NS12）－常盤台（NS13）

## 注腳
1. 1 2 3  曾根悟（監修）. 朝日新聞出版分冊百科編集部（編集） , 编. . 週刊朝日百科. 14号 神戸電鉄・能勢電鉄・北条鉄道・北近畿タンゴ鉄道. 朝日新聞出版. 2011-06-19: 17 （日语）.
2. ↑  大阪府統計年鑑

## 外部連結
- 光風台站 （能勢電鐵） （页面存档备份，存于）（日語）
- 光風台巴士站（阪急巴士） （页面存档备份，存于）（日語）